# Gerson Rodrigues (Nederlands voetballer)
Gerson Rodrigues (Rotterdam, 16 juni 1988) is een Nederlands voetballer die als verdediger voor FC Dordrecht speelde.

## Carrière
Gerson Rodrigues speelde van 2006 tot 2008 voor FC Dordrecht. Hij debuteerde op 1 december 2006, in de met 1-2 verloren thuiswedstrijd tegen Go Ahead Eagles. Na twee seizoenen vertrok hij naar Jong FC Den Bosch, waarna hij voor verschillende amateurclubs speelde.

### Statistieken
| Seizoen                    | Club           | Land           | Competitie     | Competitie | Competitie | Beker | Beker | Totaal | Totaal |
| Seizoen                    | Club           | Land           | Competitie     | Wed.       | Dlp.       | Wed.  | Dlp.  | Wed.   | Dlp.   |
| -------------------------- | -------------- | -------------- | -------------- | ---------- | ---------- | ----- | ----- | ------ | ------ |
| 2006/07                    | FC Dordrecht   | Nederland      | Eerste divisie | 2          | 0          | 0     | 0     | 2      | 0      |
| 2007/08                    | FC Dordrecht   | Nederland      | Eerste divisie | 9          | 0          | 1     | 0     | 10     | 0      |
| Carrièretotaal             | Carrièretotaal | Carrièretotaal | Carrièretotaal | 11         | 0          | 1     | 0     | 12     | 0      |
| Bijgewerkt op 30 juli 2017 |                |                |                |            |            |       |       |        |        |